# Deck Nine
偶像之心有限责任公司（英語：Idol Minds, LLC，2017年起用品牌名Deck Nine、Deck Nine Games）是总部设在科罗拉多州威斯敏斯特的美国游戏开发商，由美国索尼互动工作室前雇员马克·里昂斯和斯科特·阿金斯于1997年4月创立。工作室初期开发PlayStation主机游戏，后在2017年5月将品牌更名为“Deck Nine”，专注开发以剧情为导向的游戏。公司总裁兼首席技术官为里昂斯。

## 沿革
偶像之心由游戏程序师马克·里昂斯和游戏美工斯科特·阿金斯创办。两人原是聖地牙哥美国索尼互动工作室的雇员，后来随着里昂斯举家搬到科罗拉多州，于1997年4月1日在科罗拉多州波德成立公司。2007年11月，基于布娃娃系统的游戏《痛楚》发行，为公司积攒大量知名度，独占2008年PlayStation Network下载榜鳌头。2009年10月，公司裁掉46名员工中的26人，消息人士指《痛楚》的发行商索尼互动娱乐是公司唯一的资金来源，由于对方缩减预算，公司只好做出裁员决定。在2011年电子娱乐展上，索尼互动娱乐公布《暗黑破坏神》风格动作角色扮演游戏《废墟》（Ruin）由偶像之心和互动娱乐旗下的圣地亚哥工作室开发。后来游戏更名为《战士巢穴》，偶像之心于2012年4月退出项目。同年晚些时候，偶像之心将开发重心转移到免费游玩手机游戏，而《战士巢穴》最终在2013年7月取消。2015年8月，偶像之心通过Kickstarter平台发起众筹活动，为《快门虫》（Shutterbug）的开发工作筹资40万美元，但10天内只筹到2973美元，开发工作宣告取消。
2017年5月31日，偶像之心宣布专注开发剧情向游戏，并改用品牌名“Deck Nine”（九号甲板），致敬了1983年游戏《行星坠落》的同名船甲板。公司打造“StoryForge”工具包，为“一个广受好评的游戏品牌开发新作”。2017年电子娱乐展期间，发行商史克威尔艾尼克斯宣布Deck Nine正开发2015年游戏《奇妙人生》的前传《奇异人生：暴风前夕》，其中第一章的内容于2017年8月发行。2018年9月，Deck Nine与史克威尔艾尼克斯合作开展新项目，就是后来的《奇异人生：本色》及《奇异人生重制典藏版》，其中《重制典藏版》包括《风暴前夕》及《奇异人生》原版的重制版，2021年3月由史克威尔艾尼克斯公布，预计同年9月发行。科罗拉多州经济开发与国际贸易办公室（Colorado Office of Economic Development and International Trade）为支持激励Deck Nine发展，抵免了250万美元的就业增长税收，同时于2017年和2018年分阶段为《本色》的制作拨出15万美元补贴。

## 开发游戏

### 偶像之心时期
| 年份 | 作品                                                   | 平台                       | 发行商       |
| ---- | ------------------------------------------------------ | -------------------------- | ------------ |
| 1998 | 劲酷竞技滑雪3                                          | PlayStation                | 989 Studios  |
| 1998 | 拉力越野赛2                                            | PlayStation                | 989 Studios  |
| 1999 | 劲酷竞技滑雪4                                          | PlayStation                | 989 Studios  |
| 1999 | 超级越野赛                                             | PlayStation                | 989 Sports   |
| 2000 | 劲酷竞技滑雪2001                                       | PlayStation、PlayStation 2 | 索尼互動娛樂 |
| 2003 | 街头霸主                                               | PlayStation 2              | 索尼互動娛樂 |
| 2005 | 尼奥宠物：暗黑精灵                                     | PlayStation 2              | 索尼互動娛樂 |
| 2007 | 痛楚                                                   | PlayStation 3              | 索尼互動娛樂 |
| 2008 | 马达加斯加2：逃往非洲                                  | PlayStation 2              | 动视         |
| 2012 | 瑞奇与叮当合辑                                         | PlayStation 3              | 索尼互動娛樂 |
| 2012 | 连接你我（Linked Together）                            | iOS                        |              |
| 2013 | 瑞奇：死锁（高清版）                                   | PlayStation 3              | 索尼互動娛樂 |
| 2014 | 荣誉故事：秘密舰队（Tales of Honor: The Secret Fleet） | iOS、Android               | 夢寶谷       |
| 2014 | Q立方王国（Qube Kingdom）                              | iOS、Android               | 夢寶谷       |

### Deck Nine时期
| 年份 | 作品               | 平台 | 发行商           |
| ---- | ------------------ | --- | ---------------- |
| 2017 | 奇异人生：暴风前夕 | Android、iOS、Linux、macOS、Microsoft Windows、PlayStation 4、Xbox One                                  | 史克威尔艾尼克斯 |
| 2021 | 奇異人生：本色     | Microsoft Windows、任天堂Switch、PlayStation 4、PlayStation 5、Google Stadia、Xbox One、Xbox Series X/S | 史克威尔艾尼克斯 |
| 2022 | 奇异人生复刻合集   | Microsoft Windows、Nintendo Switch、PlayStation 4、Stadia、Xbox One                                     | 史克威尔艾尼克斯 |